# غيورغ كريستوف باخ
غيورغ كريستوف باخ (6 سبتمبر 1642 - 27 أبريل 1697) مؤلف موسيقي ألماني.  وهو ابن كريستوف باخ والأخ الأكبر يوهان أمبروسيوس باخ والد يوهان سيباستيان باخ. 

## حياته
ولد غيورغ كريستوف باخ في إرفورت بألمانيا في سنة 1642. وتلقى دروسه في الموسيقى في أرنشتات، والتحق بمدرسة كازيميريان في كوبورغ، ثم لاحقا بجامعة لايبزغ. وفي عام 1668. أصبح منشداً وعازف أرغن في تيمار، ومن عام 1688 حتى وفاته عمل منشداً في سانت يوهانيس في شفاينفورت. حيث كان أعمامه يوهان وهاينريش باخ يعملان كعازفي أرغن. 

## أعماله
أكثر أعماله شهرة هو ترنيمة "انظر كم هو رقيق وودود" Siehe، wie fein und lieblich ist es. ألفها في عيد ميلاده السابع والأربعين وأثناء زيارة في مدينة شفاينفورت قام بها شقيقان توأمان أصغر منه.  
من أغانية الكورالية الموجودة حتى الآن أربعة هي: "من السماء بالأعلى، أتيت إلى هنا" - كم أنت مقدس أيها التقي" - " أيها الرأس المليء بالدماء والمعجزات| - "لم أترك مسيحي".

## ملحوظات
1. 1 2  مذكور في: استنادات المكتبة الوطنية الفرنسية. مُعرِّف المكتبة الوطنية الفرنسية (BnF): 138910273. الوصول: 10 أكتوبر 2015. المُؤَلِّف: المكتبة الوطنية الفرنسية. لغة العمل أو لغة الاسم: الفرنسية.
2. 1 2  مذكور في: ديسكوغز. مُعرِّف فَنَّان في قاعدة بيانات "ديسكوغس" (Discogs): 2913543. باسم: Georg Christoph Bach. الوصول: 9 أكتوبر 2017. لغة العمل أو لغة الاسم: الإنجليزية.
3. 1 2  مذكور في: IdRef. مُعرِّف النظام الجامعي للتوثيق (IdRef): 118979019. الوصول: 7 مارس 2020. الناشر: وكالة الفهرسة للتعليم العالي. لغة العمل أو لغة الاسم: الفرنسية.
4. ↑  مُعرِّف "كُونُور" (CONOR): 165190499. مذكور في: CONOR.SI.
5. 1 2 3 4  مُعرِّف الملف الاستنادي المُتكامِل (GND): 123048710. مذكور في: كتالوج المكتبة الوطنية الألمانية. الوصول: 17 يوليو 2021. لغة العمل أو لغة الاسم: الألمانية.
6. 1 2 3  Wolff 2014.
7. 1 2  Carus-Verlag Online 2014.

## روابط خارجية
- غيورغ كريستوف باخ معلومات عن الملحن وأعماله. بقلم أرييه أورون

التسجيلات
- Siehe، wie fein und lieblich ist es على YouTube

قالب:Bach family